# اژدهای چاق وارد می‌شود (فیلم ۱۹۷۸)
اژدهای چاق وارد می‌شود (چینی: 肥龍過江) یک فیلم سینمایی هنگ کنگی در ژانر فیلم رزمی و کمدی محصول سال ۱۹۷۸ به کارگردانی سامو هونگ است. این فیلم بیشتر یک اثر هجو از فیلم " راه اژدها " (۱۹۷۲) با بازی بروس لی می‌باشد. 
در سال ۲۰۲۰ بازسازی این فیلم با بازی دانی ین با همین نام اژدهای چاق وارد می‌شود (فیلم ۲۰۲۰) اکران شد.

## بازیگران
| بازیگر              | نقش                           |
| ------------------- | ----------------------------- |
| سامو هونگ           | آه ریه                        |
| لی هی سوک           | چن                            |
| آنکی لاو            | سیو وای                       |
| لوک چو-سک           | کو                            |
| برایان لیانگ        | جنگنده                        |
| پیتر یانگ           | استاد باک / بای               |
| روی چیائو           | چیو                           |
| مگ لام              | باات جی                       |
| پان یونگ شنگ        | مبارز در افتتاح توالی اعتباری |
| یوئن بیائو          | مبارز در افتتاح توالی اعتباری |
| بیلی چان            | جنگنده                        |
| چانگ چربی           | مبارز در افتتاح توالی اعتباری |
| جانی چونگ           | مبارز در مهمانی               |
| لام چینگ-یینگ       | مبارز فیلم اکشن               |
| چیک نگای آویز       | دزد                           |
| چانه یوت-سانگ       |                               |
| فونگ فونگ           | عمو                           |
| کونگ کینگ مرد       | فروشنده عینک                  |
| Fung Hak-on         | ژن                            |
| هویی سانگ لی        | کاراته توگ                    |
| کینگ لی             | مبارز مهمانی                  |
| تونی لئونگ سیو آویز | ریه                           |
| چیو چی-لینگ         |                               |
| لام هاک مینگ        | اراذل و اوباش                 |
| لاو چائو سانگ       |                               |
| مانگ هووی           | مبارز در افتتاح توالی اعتباری |
| مارس                | مبارز در افتتاح توالی اعتباری |
| سای گووا-پاو        | اشتوتیرر در اتوبوس            |
| اریک تسانگ          | پسر میزبان مهمانی             |
| وونگ کونگ           | مبارز در مهمانی               |
| هوانگ ها            | مدیر                          |
| دیوید نیک           | اویز بوکس                     |
| یونگ وای            | شوهر جی                       |